# Commonwealth Games 2022/7er-Rugby
Bei den Commonwealth Games 2022 in Birmingham im Vereinigten Königreich fanden vom 29. bis 31. Juli 2022 im 7er-Rugby zwei Turniere statt, jeweils eines für Männer und eines für Frauen. Austragungsort war das Coventry Stadium.

## Zeitplan
| V | Vorrunde | P | Platzierungsspiele | ¼ | Viertelfinale | ½ | Halbfinale | B | Spiel um Bronze | F | Finale |

| Datum → Wettbewerb ↓ | Fr. 29. | Sa. 30. | Sa. 30. | Sa. 30. | So. 31. | So. 31. | So. 31. | So. 31. |
| -------------------- | ------- | ------- | ------- | ------- | ------- | ------- | ------- | ------- |
| Männer               | V       | V       | P       | ¼       | P       | ½       | B       | F       |
| Frauen               | V       | V       | P       | ½       | P       | B       | F       |         |

## Männer
Die Mannschaft Südafrikas sicherte sich die Goldmedaille dank eines 31:7-Finalerfolgs gegen Fidschi. Die Bronzemedaille sicherte sich Neuseeland mit einem 26:12-Erfolg gegen Australien.

## Frauen
Das Turnier gewann Australien, dessen Mannschaft sich im Finale gegen Fidschi mit 22:12 durchsetzte. In der Gruppenphase hatte sich die beiden Mannschaften noch mit 19:12 zugunsten Fidschis getrennt. Bronze sicherte sich Neuseeland mit einem 19:12-Sieg gegen Kanada.

## Medaillenspiegel
| Platz  | Land       | Gold | Silber | Bronze | Gesamt |
| ------ | ---------- | ---- | ------ | ------ | ------ |
| 1      | Australien | 1    | —      | —      | 1      |
| 1      | Südafrika  | 1    | —      | —      | 1      |
| 3      | Fidschi    | —    | 2      | —      | 2      |
| 4      | Neuseeland | —    | —      | 2      | 2      |
| Gesamt | Gesamt     | 2    | 2      | 2      | 6      |